# Walnut Ridge
Walnut Ridge is een plaats (city) in de Amerikaanse staat Arkansas, en valt bestuurlijk gezien onder Lawrence County.

## Demografie
Bij de volkstelling in 2000 werd het aantal inwoners vastgesteld op 4925.
In 2006 is het aantal inwoners door het United States Census Bureau geschat op 4666, een daling van 259 (-5,3%).

## Geografie
Volgens het United States Census Bureau beslaat de plaats een oppervlakte van
30,0 km², geheel bestaande uit land. Walnut Ridge ligt op ongeveer 82 m boven zeeniveau.

## Plaatsen in de nabije omgeving
De onderstaande figuur toont nabijgelegen plaatsen in een straal van 16 km rond Walnut Ridge.